# خانه‌تکانی
خانه‌تکانی (فارسی تاجیکستان: جارو بندان) یکی از آیین‌های نوروزی است که مردم بیشتر مناطقی که نوروز را جشن می‌گیرند به آن پایبندند. در این آیین، خانه و وسایل آن در آستانه نوروز گردگیری یا شستشو و تمیز می‌شوند. این آیین در کشورهایی چون ایران، تاجیکستان، افغانستان و جمهوری آذربایجان برگزار می‌شود.
مراسم خانه تکانی احتمالاً سرچشمه گرفته از این باور است که فروهرها سالی یک بار در آستانه فروردین ماه که ماه فروهرها است، در رستاخیزی به خانه بازمی‌گردند و اگر خانه را پاکیزه و آراسته ببینند شاد شده و برای برکت خانه و شادکامی خانواده دعا می‌کنند.
ترکیب شوینده‌ها و خطر مسمومیت حاضران خانه، رسیدن آب یا آسیب زدن به سیستم‌های الکتریکی و برق و گسترش وسواس، از جمله مشکلات این آیین در ایران هستند.